# اکتاویوس الیس
اکتاویوس الیس (انگلیسی: Octavius Ellis؛ زادهٔ ۱۰ مارس ۱۹۹۳) بازیکن بسکتبال اهل ایالات متحده آمریکا است.